# Kolozsmonostori papírmalom
A kolozsmonostori papírmalom, más néven papiros gyár Kolozsváron, a a kolozsmonostori apátsági templom dombja mögött, a Malomárok partján álló épület. (Nem azonos a 16. századi, Heltai Gáspár-féle papírmalommal.) A romániai műemlékek jegyzékében a CJ-II-m-B-07293 sorszámon szerepel.
Első ízben 1741-ben említették, de feltételezések szerint már 1718–1719-ben működött. A működéséhez szükséges energiát a Malomárok vize biztosította. Első tulajdonosa a jezsuita rend volt, felszerelése a kolozsvári jezsuita akadémia felenyedi papírmalmából származott. A rend megszűnése után az erdélyi római katolikus püspökség tanulmányi alapjának birtokába került. 1783-ból fennmaradt vízjegye egy kulcsos címer és K. MONOSTOR felirat volt.
A jelenlegi épület 1796-ban épült. A malmot 1797-ben korszerűsítették, ekkor évente 150 kötés írólapot, 200 kötés nyomtatólapot, 1000 kötés itatóslapot és 1000 kötés kartonlapot termelt. 1832-ben az épületet felújították, ekkor helyezték el a keleti falon az emléktáblát, melynek szövege: 
„IN RATIONEM FUNDI
STUDIORUM M[AGNI] B [RINCI]P[A]TUS
TRAN[SSILVA]NIAE [A]ECDIFICATUM
A[NNO] 1726 REPARATUM
A[NNO] 1832”
azaz „Az erdélyi nagyfejedelemség / tanulmányi alapja / számára épült / 1726-ban, tataroztatott / 1832-ben.”
1840-ben Manvilovits Emanuel görög kereskedő, 1842-ben Bogdánffy Gábor örmény vállalkozó bérelte. 1847-től a tulajdonosa Dietrich Sámuel zsidó kereskedő volt.
A 20. században paprika őrlésére használták. 1910 körül még működött, felszerelését 1963-ban beolvasztották, a malomköveket a Malomárokba dobták. Az épületet a játékkészítő szövetkezet raktáraként hasznosították. 2010-ben az épületnek csak a falai álltak, erősen rossz állapotban.